# التبرع بعد توقف نبض القلب
قبل إدراج مفهوم الموت الدماغي في التشريعات في منتصف إلى أواخر سبعينيات القرن العشرين، كانت جميع عمليات زراعة الأعضاء تتم من جثث متبرعين بعد توقف نبض قلبهم.
أدى التبرع بالأعضاء بعد الموت الدماغي (جثة ذات قلب نابض) إلى نتائج أفضل، إذ تمت تروية الأعضاء بالدم المؤكسج حتى الوصول إلى الدرجة المناسبة لاستعادتها، وبذلك، لم يعد التبرع بعد توقف نبض القلب يُستخدم بشكل عام إلا في اليابان، حيث لم يكن الموت الدماغي مُعترف به قانونيًا أو ثقافيًا، حتى وقت قريب جدًا.
مع ذلك، أدت الفجوة المتزايدة بين الحاجة للأعضاء وتوفرها من متبرعين ميتين دماغيًا إلى إعادة النظر في استخدام التبرعات بعد توقف نبض القلب، أو التبرع بعد توقف الدورة الدموية، أو التبرع بعد الموت القلبي، وتستخدم العديد من المراكز حاليًا مثل هذه التبرعات لتوسيع مجموعة الأعضاء المحتملة.
لطالما كان التبرع بالأنسجة (القرنية وصمامات القلب والجلد والعظام) ممكنًا من متبرعين بعد توقف القلب، وأنشأت العديد من المراكز برامج لزراعة الكلى من هؤلاء المتبرعين. اتجه عدد قليل من المراكز أيضًا نحو عمليات زراعة الكبد والرئة من متبرعين بعد توقف الدورة الدموية. أجريت العديد من الدراسات منذ سبعينيات القرن العشرين، ويمكن حاليًا مقارنة النتائج من عمليات الزراعة من متبرعين بعد توقف الدورة الدموية مع عمليات الزراعة من متبرعين ميتين دماغيًا.

## تصنيف ماستريخت
جُمع المتبرعون الميتون قلبيًا حسب تصنيف ماستريخت: تم تطويره في مدينة ماستريخت في هولندا، في عام 1995 خلال ورشة العمل الدولية الأولى حول المتبرعين بعد توقف نبض القلب.
I الذين أُحضروا إلى المشفى ميتين (غير خاضعين للرقابة)
II الذين خضعوا لإنعاش غير ناجح (غير خاضعين للرقابة)
III في انتظار سكتة قلبية (خاضعين للرقابة)
IV سكتة قلبية بعد موت جذع الدماغ (غير خاضعين للرقابة)
V سكتة قلبية للمرضى المقيمين في المشفى (غير خاضعين للرقابة) (أُضيفت الفئة في عام 2000)
تكون الفئات الأولى والثانية والرابعة والخامسة غير خاضعة للرقابة أما الفئة الثالثة خاضعة للرقابة.

## الأعضاء التي يمكن استخدامها
يمكن استخدام الكلى من المتبرعين من الفئة الثانية، ويمكن استخدام جميع الأعضاء باستثناء القلب من المتبرعين من الفئات الثالثة والرابعة والخامسة. يمكن للخاضعين لزراعة الكلى غير الناجحة البقاء على قيد الحياة مع غسيل الكلى، على عكس الخاضعين لزراعة أعضاء أخرى، ما يعني أن فشل الزراعة لن يؤدي إلى الوفاة.
يجب تقييم الكلى من المتبرعين غير الخاضعين للرقابة (الفئة الثانية) بعناية إذ توجد نسبة عالية من الفشل. تملك العديد من المراكز بروتوكولات للتقييم الرسمي للصلاحية. يوجد عدد قليل نسبيًا من المراكز في جميع أنحاء العالم التي بإمكانها استعادة هذه الكلى، ومن الرواد في هذا المجال وحدات زراعة الأعضاء في ماستريخت (هولندا) ونيوكاسل أبون تاين وليستر (المملكة المتحدة) ومدريد وبرشلونة (إسبانيا) وبافيا (إيطاليا) وواشنطن العاصمة (الولايات المتحدة).